# Svatý Bystrík
Svatý Bystrík (latinsky: Beztertus Nitriensis, Bestredius, Bestridus, Bestricus, Bistridus, Bistritus; maďarsky: Beszteréd, Besztrik) (asi 1003, Nitra – 1046, Budapešť) byl uherský mučedník a nitranský biskup. Zahynul během pohanského povstání v Uhrách v roce 1046.

## Život
Podle historických pramenů byl v letech 1034–1046 biskupem v Nitře. Z legendy o sv. Gerardovi Sagredo je známo, že po vypuknutí nepokojů v Uhersku v roce 1046 se biskup Bystrík uchýlil do bezpečí na západ země spolu s csanádským biskupem Gerardem, biskupem Benetem a biskupem Buldem. Všichni se shromáždili v opevněném Stoličném Bělehradě (Székesfehérvár).
Když se kralevic Ondřej a Levente přiblížili k Budapešti, rozhodli se biskupové vyjít jim vstříc a jednoho z nich korunovat uherským králem. U budapešťského přívozu však byli dostiženi vojskem pohanského Vaty. Útok povstalců byl veden z hory Kelen, jejich úmyslem bylo biskupy usmrtit. Sv. Bystrík spolu s Benetem přepluli člunem na druhý břeh Dunaje, kde mělo být vojsko budoucího uherského panovníka Ondřeje. Na druhém břehu však byli také povstalci, kteří Bystríkovi způsobili mečem smrtelná zranění, na jejichž následky třetí den zemřel.
Byl svatořečen spolu se sv. Gerardem a sv. Buldem v roce 1083. Společný svátek těchto tří světců stanovila Sabolčská synoda v roce 1092 na 24. září.